# Cattedrale della Trinità - Izmajlovskij
La cattedrale della Trinità - Izmajlovskij (in russo Троице-Измайловский собор?, Troice-Izmajlovskij sobor), ufficialmente cattedrale della Santa Trinità Fonte di Vita delle Guardie del reggimento Izmajlovskij (in russo cобор Святой Живоначальной Троицы лейб-гвардии Измайловского полка?, sobor Svjatoj Živonacalʾnoj Troicy lejb-gvardii Izmajlovskovo polka) è una cattedrale della Chiesa ortodossa russa che si trova a San Pietroburgo, consacrata alla santissima Trinità. "Izmajlovskij", la seconda parte della denominazione, è dovuta alla colonna che si erge di fronte che commemora il Reggimento Izmajlovskij che combatté nella guerra turco-russa fra il 1877 e il 1878. Costruita su progetto di Vasilij Petrovič Stasov tra il 1828 e il 1835 è un tardo esempio dello stile impero e nel 1990 è stata dichiarata patrimonio dell'umanità dall'UNESCO.

## Storia

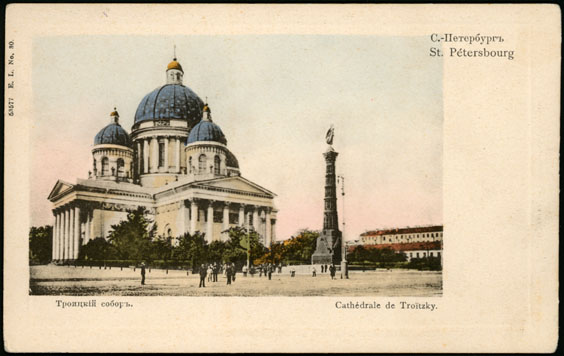
La cattedrale all'inizio del Novecento

L'edificio nacque come chiesa del reggimento Izmajlovskij, uno dei più antichi della Russia, dal momento che ogni gruppo delle guardie imperiali aveva la sua cattedrale. Questi soldati, giunti da Izmailovo (villaggio vicino a Mosca, da qui il nome) sotto l'impero di Anna, istituirono qui, il 12 luglio 1733, una cappella allestita in una tenda, con le icone dipinte su preziosi rasi blu. Attorno al 1755, per ordine di Elisabetta, essa venne sostituita da una chiesetta lignea con due altari, il principale dedicato alla Trinità. Durante l'alluvione del 1824, tuttavia, fu distrutta e dovette essere ricostruita dall'imperatore Nicola I.
Nel maggio 1828 iniziarono dunque i lavori dell'attuale cattedrale, che, ultimata nel 1835, raggiunse gli 80 metri con la maestosa cupola centrale. Inaugurata solennemente nella primavera dello stesso anno, vide il matrimonio di Dostoevskij con Anna Snitkina, la sua seconda moglie, nel febbraio 1867 ed il funerale di Rubenstein nel novembre 1894.
Divenne ben presto una sorta di "pantheon" del reggimento: in questo famedio venivano trasportati trofei di guerra, chiavi e bandiere, venivano eretti monumenti ai compagni più valorosi, si tenevano le cerimonie più importanti. La chiesa era rinomata per la ricchezza delle decorazioni: icone preziosissime, argenti, ori, statue e cimeli.
Con la Rivoluzione iniziarono i saccheggi e i furti, e la cattedrale venne chiusa nel 1938. Dopo varie ipotesi di demolizione, venne convertita in magazzino per il Ministero sovietico delle telecomunicazioni. Riaperta al culto nel 1990, è tornata alla Chiesa ortodossa russa che ne ha iniziato il restauro. Tuttavia, gran parte delle ricchissime decorazioni iniziali sono andate irrimediabilmente perdute.

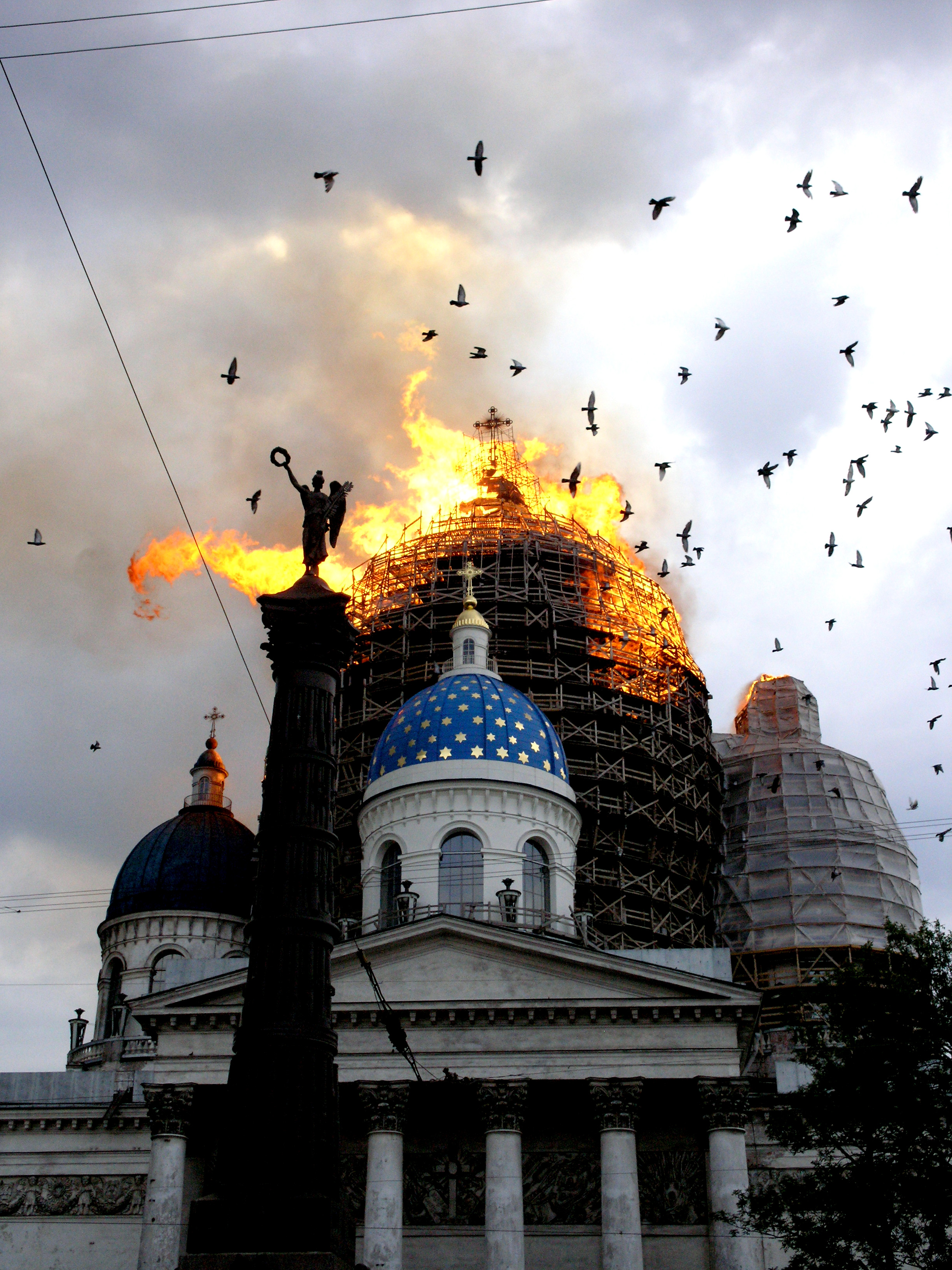
L'incendio delle cupole il 25 agosto 2006, durante il periodo di restauro

Durante i lavori di restauro, un incendio è scoppiato il 25 agosto 2006 sui ponteggi della cupola centrale, distruggendola, danneggiando anche una delle cupole minori e l'interno della chiesa stessa, fortunatamente senza feriti. Dopo quattro ore l'incendio era domato, si era salvato quanto più possibile delle decorazioni interne, e ripartirono i fondi per il nuovo restauro. La cattedrale è tornata all'antica forma nel 2010, riaprendo nuovamente al pubblico.

## Architettura

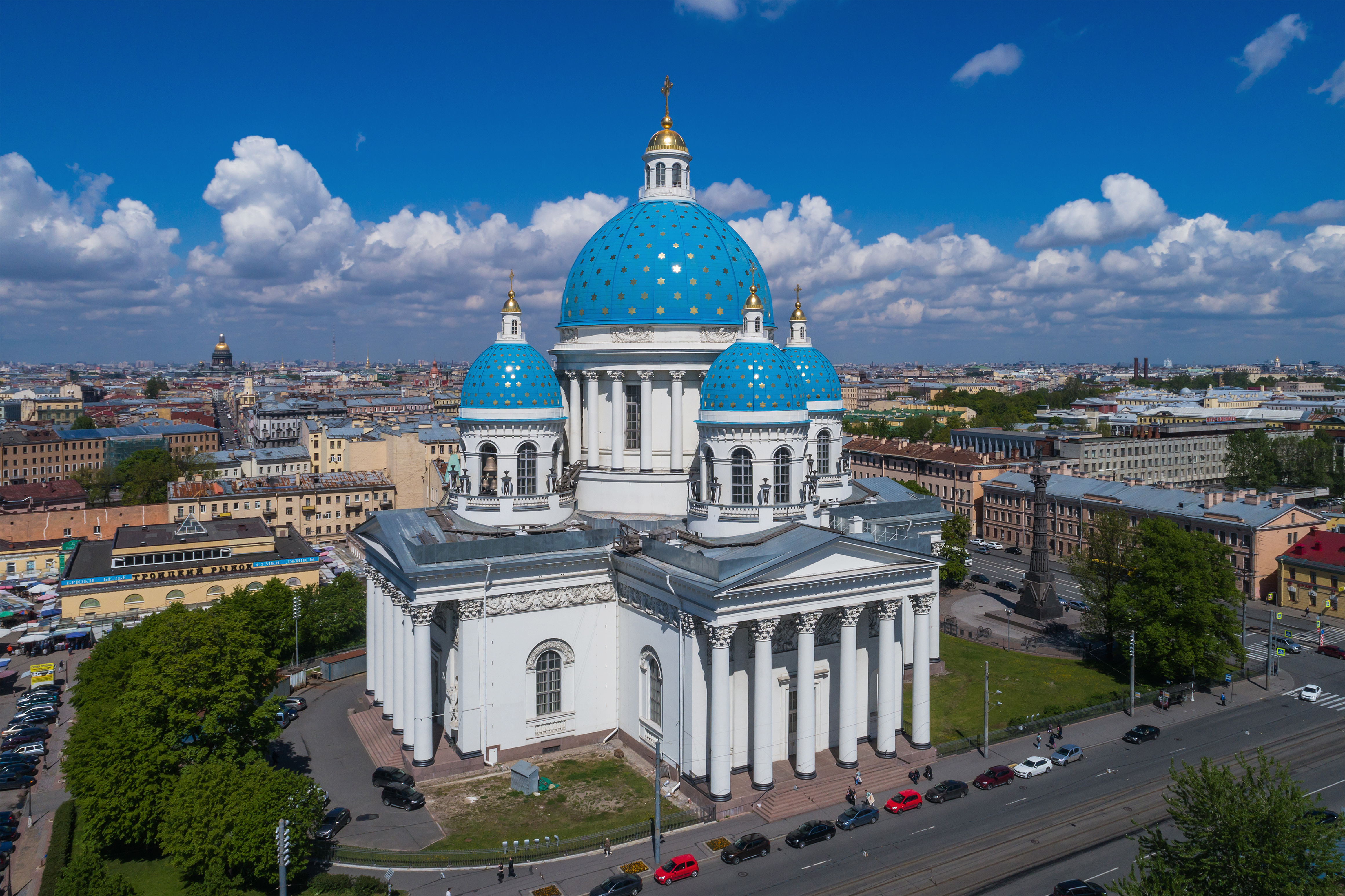
La cattedrale, 2017

La chiesa, rispettando i paramentri classici dell'architettura religiosa ortodossa, è a pianta centrale, con cinque cupole blu decorate a stelle dorate, che campeggiano in Piazza della Trinità. Le facciate della navata e del transetto sono abbellite da pronai esastili corinzi. L'interno, vasto e ricco di colonne (24 in totale), decorazioni ed icone sacre, è in grado di accogliere oltre 3000 fedeli. L'iconostasi, circolare ed incorniciata anch'essa da colonne, è opera ottocentesca di artisti locali. Alle pareti, lapidi ricordano i caduti delle vittorie russe di Austerlitz, Friedland, Borodino e Kulm. Dalla volta pende un lampadario bronzeo di 5 tonnellate, opera del 1865. La cupola arriva ad un'altezza di 83 m e diametro interno ed esterno rispettivamente di 21 m e 26 m.

## Piazza della Trinità
La piazza è dominata dalla mole della cattedrale e dal monumento che le è di fronte, alto otto metri. Questo è una colonna, definita "Colonna della Gloria" (Колонна Славы), replica esatta del 2004 (completata nel 2003, in occasione del terzo centenario dalla fondazione della città) del già presente memoriale ai caduti della guerra russo-turca, realizzato nel 1886 e distrutto da Stalin nel 1929. La colonna è composta da 128 copie delle canne dei cannoni (140 prima della distruzione) utilizzati per la liberazione russa della Bulgaria. Il monumento è circondato da altri dieci cannoni.

## Galleria d'immagini

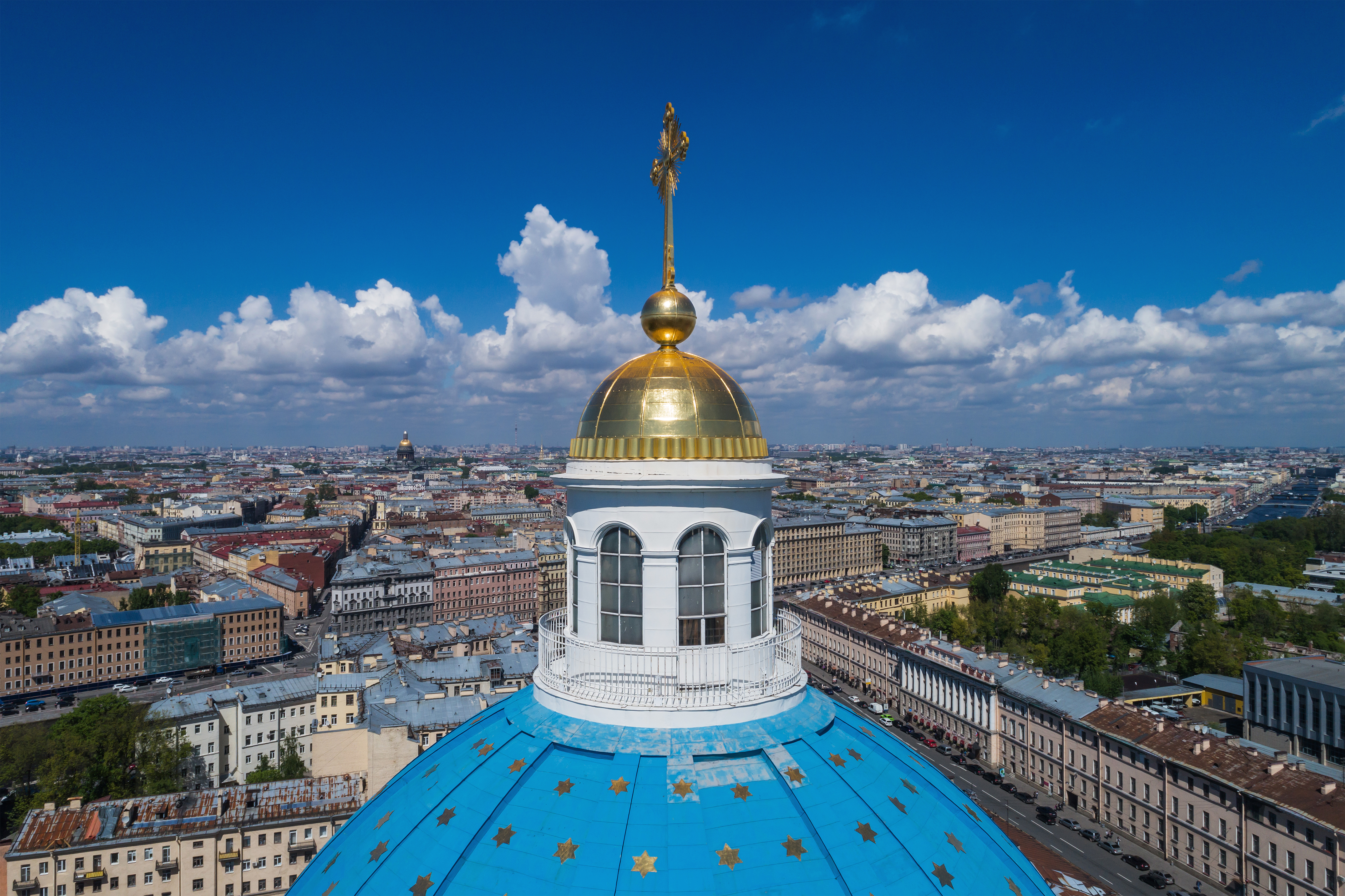
Dettaglio
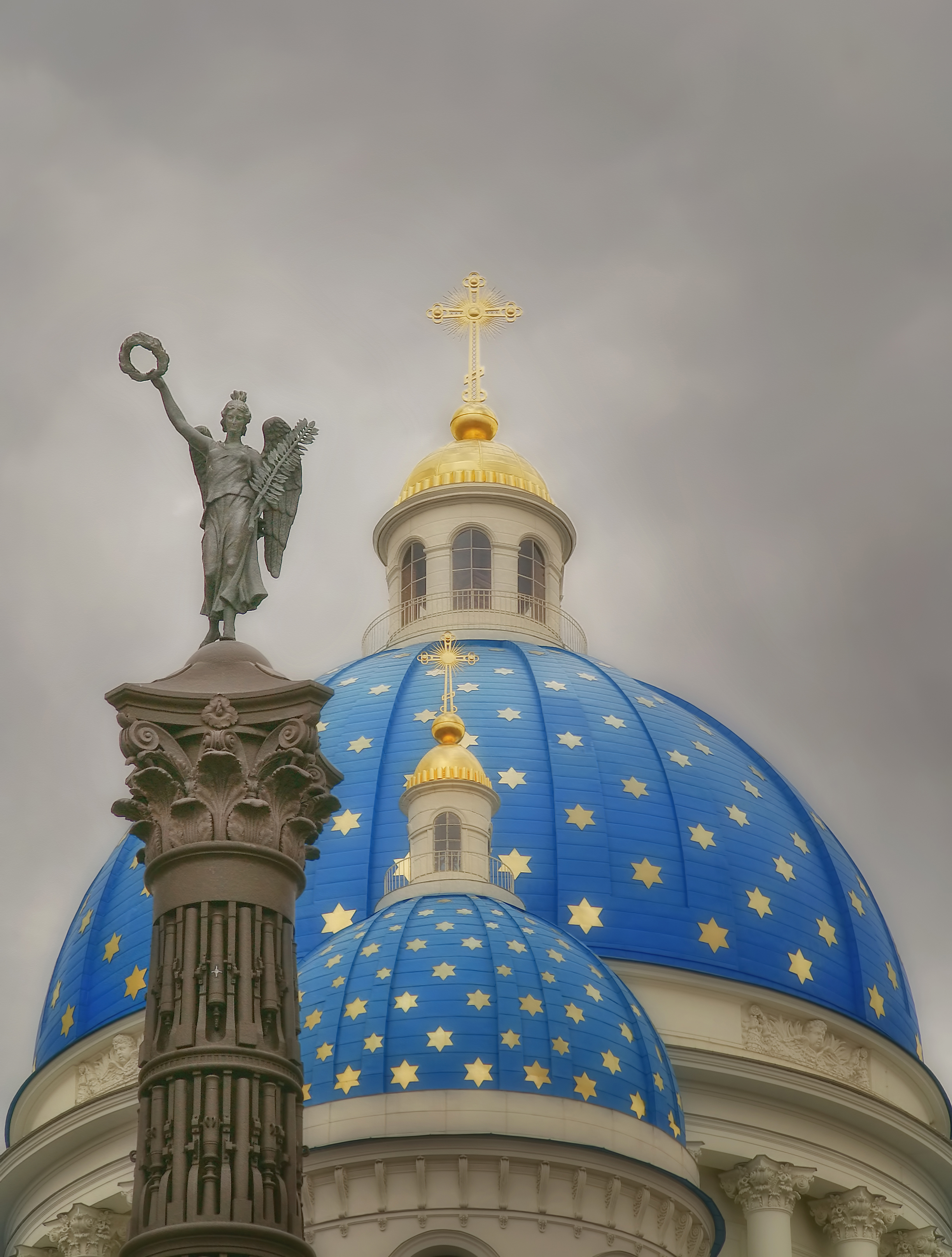
La colonna e le cupole
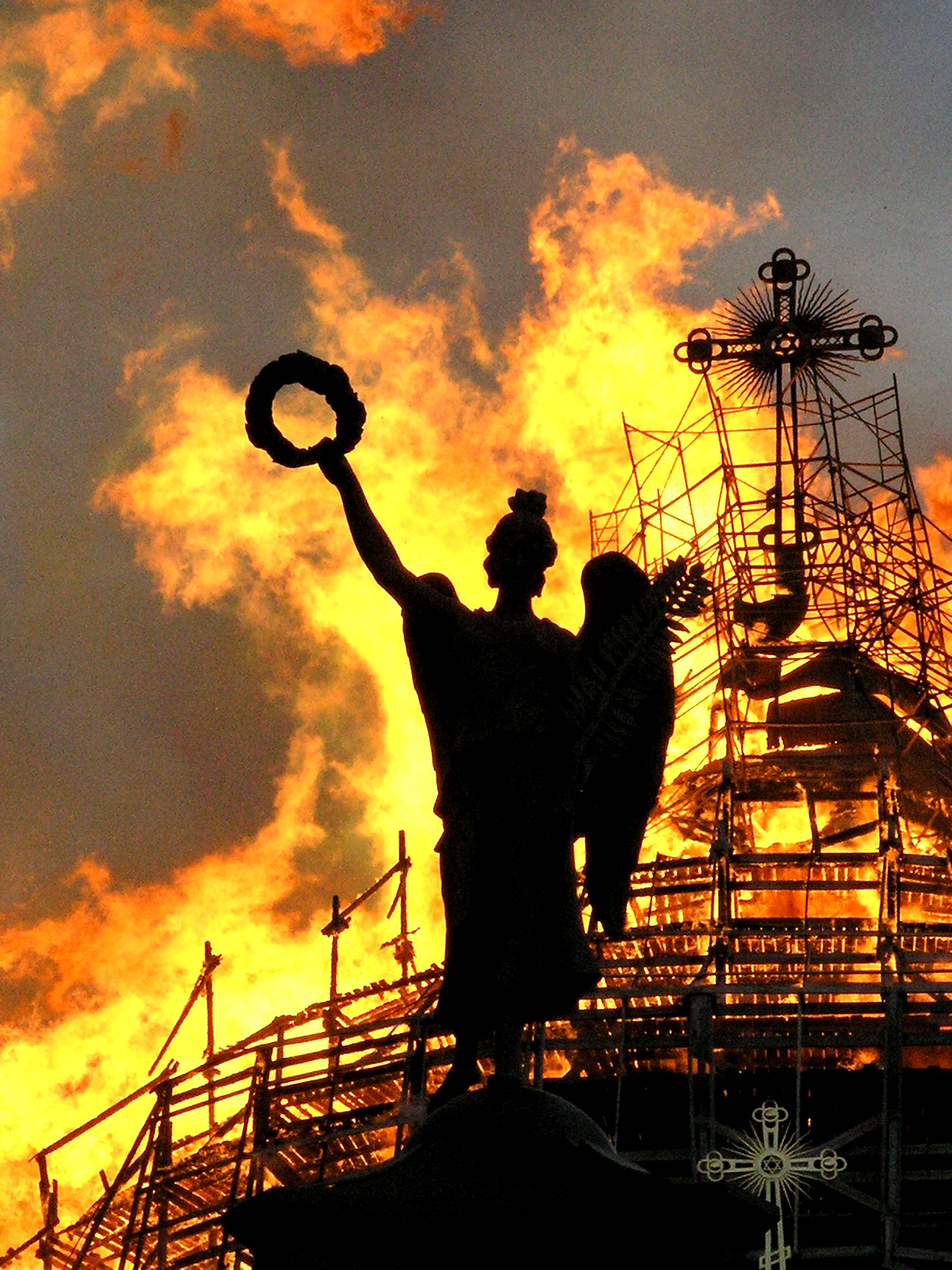
L'incendio
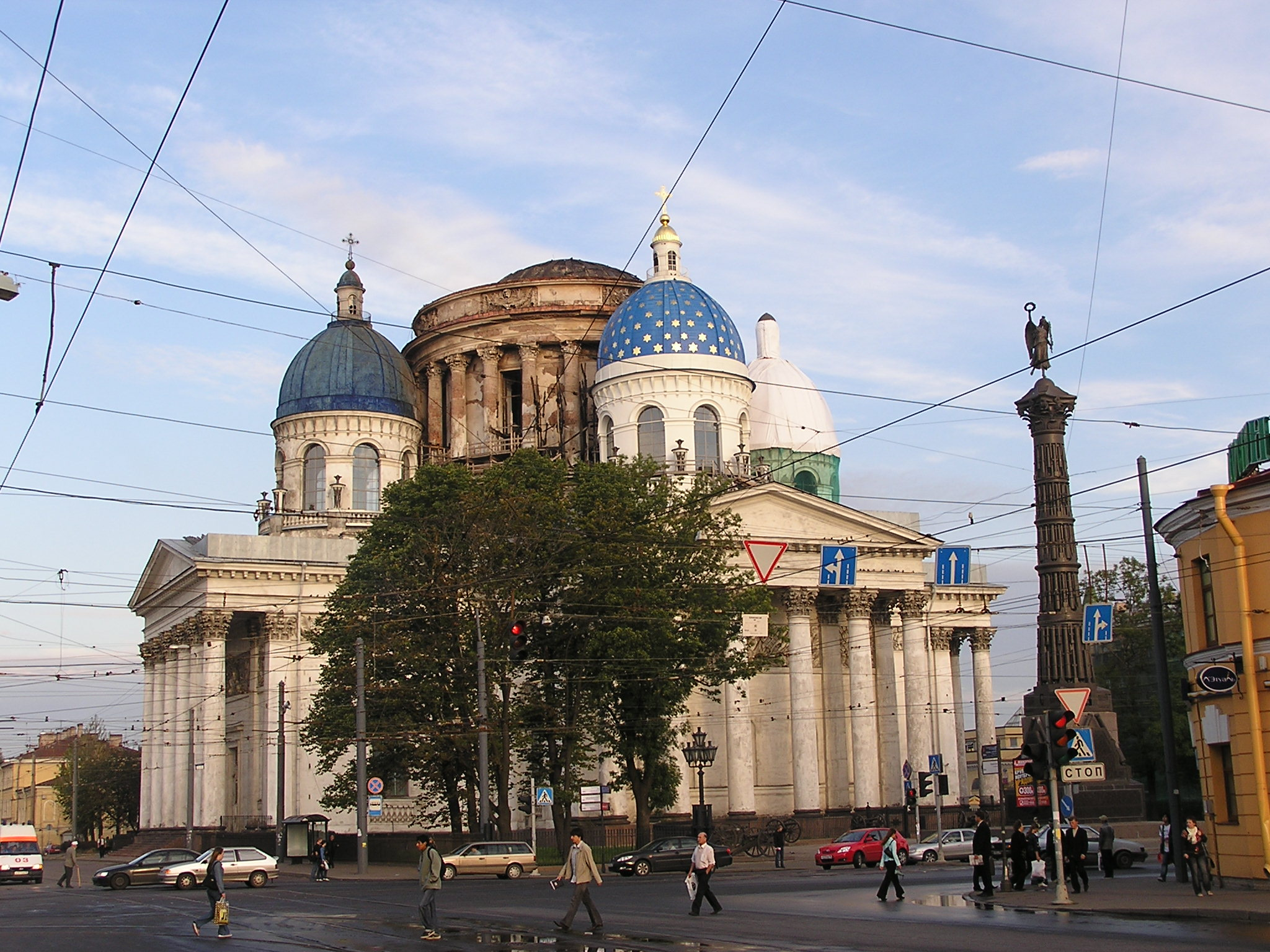
La cattedrale dopo l'incendio
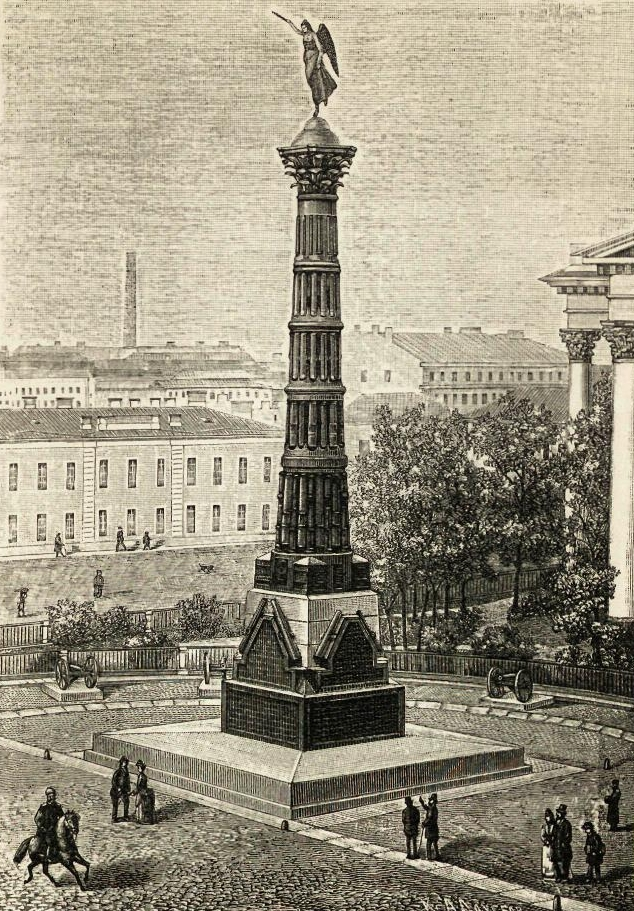
La colonna nel 1886